# 於之瑩
於之瑩（お しえい、於之莹、1997年11月23日 - ）は、中国の囲碁棋士。江蘇省無錫市出身、中国囲棋協会に所属、八段。黄龍士双登杯世界女子囲棋勝抜戦で6人抜き、穹窿山兵聖杯世界女子囲碁選手権優勝、男女混合の新人王戦優勝など。

## 経歴
2006年に北京で聶衛平道場で学ぶ。2007年全国少年児童戦児童女子組、2008年少年女子組で優勝。2009年全国智力運動会のアマチュア個人戦、ペア戦（劉曦とペア）の2種目で優勝。同年初段。2010年建橋杯女子囲棋公開戦ベスト8。2011年女子名人戦ベスト8、百霊杯元老女子勝抜戦で4人抜き、穹窿山兵聖杯戦ベスト8、リコー杯新秀戦ベスト8。2012年黄龍士双登杯戦の最終戦で謝依旻を破って中国優勝をもたらす。同年穹窿山兵聖杯戦ベスト4。
2013年黄龍士双登杯戦では6人抜き、穹窿山兵聖杯戦準優勝、スポーツアコードワールドマインドゲームズ女子個人戦に優勝して五段昇段。2014年に新人王戦決勝で李欽誠に2-1で勝って優勝、中国の男女混合の棋戦での女子選手として初めての優勝となった。
2015年には穹窿山兵聖杯世界女子囲碁選手権に優勝、三星火災杯世界囲碁マスターズで睦鎮碩、崔哲瀚を破ってベスト16進出。全国囲棋個人戦男子甲組で36位。2017年六段。2018、19、21年にSENKO CUPワールド碁女流最強戦3連覇。2019年全国個人戦男子部で21位。2021年七段。2023年、Mlily夢百合杯で伊田篤史、本木克弥を破ってベスト16進出、八段。
中国女子リーグでは2012年に甘粛省チームで出場し、7戦全勝の成績で、体育道徳風潮賞運動員に選出。2013-2019年の女子甲級リーグでは江蘇省チームで7連覇。2018年からは中国囲棋甲級リーグでも江蘇省チームに所属。中国棋士ランキングでは2013年111位、2014年75位、2016年48位、2023年36位。

### タイトル歴
国際棋戦
- 穹窿山兵聖杯世界女子囲碁選手権 2015年
- スポーツアコードワールドマインドゲームズ 2013年女子個人戦、2014年女子個人戦、男女ペア戦（羋昱廷とペア）
- IMSAエリートマインドゲームズ 2016年女子個人戦
- SENKO CUPワールド碁女流最強戦 2018、2019、2021年

国内棋戦
- 建橋杯中国囲棋新人王戦 2014年
- 全国智力運動会 2009年アマ女子個人戦、2015年女子快棋戦
- 全国囲棋個人戦女子部 2014年、2023年
- 建橋杯女子囲棋公開戦 2015年
- 昌江棋子湾中国囲棋冠軍招待戦 2017年
- 中国女子囲棋国手 2023年
- 中国女子囲棋名人戦 2023年

### 他の棋歴
国際棋戦
- 三星火災杯世界囲碁マスターズ 2015年ベスト16
- Mlily夢百合杯世界囲碁オープン戦 2023年ベスト16
- 穹窿山兵聖杯世界女子囲碁選手権 準優勝 2013年（○奥田あや、○向井千瑛、○唐奕、×王晨星）、ベスト4 2016年
- 呉清源杯世界女子囲碁選手権 準優勝 2020、2021年
- 明月山杯中日韓三国四地女子囲棋争覇戦 2017年 準優勝
- 日中韓ペア碁名人選手権 2016年優勝（唐韋星とペア）、2018年優勝（羋昱廷とペア）、2019年ベスト4（羋昱廷とペア）
- IMSAエリートマインドゲームズ
  - 2016年男女ペア戦準優勝（唐韋星とペア）
  - 2017年女子個人戦準優勝、女子団体戦準優勝
  - 2019年女子団体戦準優勝
- ペア碁ワールドカップ/世界ペア碁最強位戦 2016年優勝（柯潔とペア）、2017年優勝（柯潔とペア）、2019年3位（羋昱廷とペア）
- 黄龍士双登杯世界女子囲棋勝抜戦
  - 2012年 1-0（○謝依旻）
  - 2013年 6-1（○金彩瑛、○奥田あや、○金惠臨、○向井千瑛、○文度媛、○謝依旻、×崔精）
  - 2014年 3-1（○金惠敏、○謝依旻、○崔精、×朴鋕恩）
  - 2015年 0-1（×崔精）
  - 2016年 2-0（○呉侑珍、○崔精）
  - 2017年 0-1（×呉侑珍）
  - 2018年 1-0（○崔精）
  - 2019年 0-1（×崔精）
- 天台山葛玄緑茶杯世界女子囲碁団体戦
  - 2014年 3-0（○崔精、○張正平、○青木喜久代）
  - 2015年 2-1（○藤沢里菜、×崔精、○黒嘉嘉）
  - 2016年 3-0（○青木喜久代、○崔精、○黒嘉嘉）
  - 2017年 2-1（○藤沢里菜、○黒嘉嘉、×崔精）
  - 2018年 3-0（○崔精、○黒嘉嘉、○謝依旻）
  - 2019年 2-1（×崔精、○藤沢里菜、○黒嘉嘉）
- アジア競技大会 2023年女子団体戦優勝
- バッカス杯韓・中未来天元戦 2015年 1-1（×申眞諝、○呉侑珍）
- 同里杯中韓新鋭戦 2015年 0-3（×申眞諝、×金真輝、×崔精）
- おかげ杯国際新鋭対抗戦 2015年3位、2016年優勝、2018年準優勝、2019年準優勝
- KB国民銀行杯韓中リーグ優勝対抗戦 2019年 0-2（×卞相壹、×尹燦熙）
- 農心杯韓中クラシックスーパーマッチ 2022年 2-1（○李昌鎬、×崔精、○曺薫鉉）

国内棋戦
- 衢州・爛柯杯中国女子囲棋精英戦 2017年準優勝
- 全国囲棋個人戦女子部 2017年3位
- 全国智力運動会
  - 2009年男女ペア戦優勝（劉曦とペア）
  - 2011年女子団体4位、男女ペア戦6位（劉曦とペア）
  - 2015年女子団体戦優勝（江蘇省）、男女ペア戦優勝（唐韋星とペア）
  - 2019年女子団体戦優勝、男女ペア戦準優勝（羋昱廷とペア）、女子快棋戦準優勝
  - 2023年女子団体戦3位、女子快棋戦準優勝、男女ペア戦3位（羋昱廷とペア）
- リコー杯囲棋混双戦 優勝 2015年（唐韋星とペア）、準優勝 2013年（王磊とペア）
- 百霊杯戦 2011年 4-1（○梁偉棠、○宋雪林、○邵震中、○陳臨新、×曹大元）
- 全国囲棋選手権戦女子団体戦（2013年から中国女子囲棋甲級リーグ戦）
  - 2012年（甘粛）7-0
  - 2013年（天域园林江蘇）11-3
  - 2014年（天域园林江蘇）13-1
  - 2015年（天域园林江蘇）13-5
  - 2016年（天域園林江蘇）18-0
  - 2017年（天域生態江蘇）15-3、MVP
  - 2018年（天域生態江蘇）15-2、MVP
  - 2019年（江蘇致運）14-4、MVP
  - 2020年（江蘇致運）13-4
  - 2021年（江蘇致運）17-1、MVP・最多勝
  - 2023年（江蘇致運）14-4
- 中国囲棋甲級リーグ戦
  - 2018年（華泰証券江蘇）0-1
  - 2019年（江西四特酒）0-0
  - 2021年（江蘇）0-0

その他の棋戦
- 韓国女子囲碁リーグ
  - 2015年（ソウル富光タクス）4-3
  - 2016年（ソウル富光タクス）12-1